# Толучіївка (річка)
Толучіївка (рос. Толучеевка) — річка на території Петропавлівського, Калачіївського і Воробйовського районів Воронезької області. Ліва притока Дону. Довжина річки — 142 км, площа водозбірного басейну — 5050 км ². На річці розташоване місто Калач, села Красноселівка і Петропавлівка.

## Географія
Витоки річки знаходяться біля однойменного села у Новохоперському районі. Річка протікає на території також Бутурлинівського, Воробйовського і Петропавлівського районів Воронезької області. На її берегах розташовані декілька поселень: Верхньотолучеєве, Березівка, Новотолучеєве і Калач. Гирло річки розташоване за 6 км від села Старотолучеєве.
Глибина річки становить близько 2-3 метрів, ширина до 20 м, в окремих місцях до 50 м.

### Притоки (км від гирла)
- 21 км: річка Кріуша (лв)
- 49 км: річка Козинка (пр)
- 70 км: річка Підгірна (лв)
- 109 км: річка Єлизаветівка (пр)